# El Barón (serie de televisión)
El Barón es una serie de televisión de drama criminal estadounidense producida por Sony Pictures Television y Telemundo Global Studios para Telemundo, en el 2019. Se estrenó el 30 de enero de 2019 en sustitución de la temporada final de Señora Acero, y finalizó el 27 de abril del mismo año siendo reemplazado por la segunda temporada de La Reina del Sur.
Está protagonizada por Francisco Angelini como el personaje titular.

## Trama
Basada en la década de los 70, la serie gira en torno a Ignacio «Nacho» Montero (Francisco Angelini), un joven mexicano que cambió el mundo del narcotráfico. Comenzó haciendo contrabando con cigarrillos, luego con marihuana y posteriormente gracias a su inteligencia y su actitud creó junto con Pablo Escobar (Mauricio Mejía) una de las rutas de tráfico de drogas más importante de todo el mundo.

## Elenco

### Principales
- Francisco Angelini como Ignacio «Nacho» Montero[4]
- María Elisa Camargo como Isabel García[4]
- Jorge Luis Moreno como Joe Fernández[4]
- Variel Sánchez como Ramiro Villa «El Paisa»[4]
- Mauricio Mejía como Pablo Escobar[4]
- Gabriel Tarantini como Justin Thompson
- Tania Valencia como Judy Caicedo[4]
- Lorena García[2] como Patricia San Llorente
- Julián Díaz como Drake
- Kornel Doman[4]
- Andrés Echevarría como Thompson[2]
- Juana Arboleda como Griselda Blanco «La Madrina»[4]
- Natasha Klauss como Carla[2]
- Carlos Camacho como Zamora[2]
- Kristina Lilley[2]
- Michelle Rouillard como Marcela Jaramillo[2]
- Julio Bracho como Géronimo Montero[2]
- Carolina Gómez como María Clara[2]

### Recurrentes
- Pedro Suárez[2]
- Juan Calero[2]
- Juan Pablo Llano[2]

## Producción
La serie fue anunciada por NBCUniversal Telemundo Enterprises como El Barón Rojo el 10 de mayo de 2018 durante los upfront de Telemundo para la temporada de televisión 2018-2019. Parte del elenco completo y los personajes fueron confirmados el 17 de diciembre de 2018 a través de People en Español. El 18 de diciembre de 2018, Telemundo confirmó su fecha de estreno para la temporada de enero titulada como «enero recargado» bajo el título de El Barón.

## Recepción
La producción se estrenó el 30 de enero de 2019, con un total de 1.03 millones de espectadores, siendo superada por su competencia más cercana, Amar a muerte. Debido a la baja audiencia que ha tenido la producción durante sus semanas al aire, Telemundo confirmó que la serie dejaría de emitirse en televisión el 4 de marzo de 2019, y pasaría a ser publicada semanalmente a través de la aplicación de Telemundo o por video en demanda; aunque posteriormente se decidió simplemente cambiarse de horario, para ser emitida a las 1am/12c por el canal.

### Audiencia
| Temporada | Horario (ET/CT)         | Episodios | Primera emisión     | Primera emisión      | Última emisión      | Última emisión       | Prom. de espectadores (millones) |
| Temporada | Horario (ET/CT)         | Episodios | Fecha               | Audiencia (millones) | Fecha               | Audiencia (millones) | Prom. de espectadores (millones) |
| --------- | ----------------------- | --------- | ------------------- | -------------------- | ------------------- | -------------------- | -------------------------------- |
| 1         | lunes a viernes 10pm/9c | 19        | 30 de enero de 2019 | 1.33                 | 27 de abril de 2019 | —                    | —                                |

## Episodios
| N.º | Título                           | Fecha de emisión original | Audiencia (millones) |
| --- | -------------------------------- | ------------------------- | -------------------- |
| 1 | «Nacho se inicia como narco»     | 30 de enero de 2019       | 1.03                 |
| En la década de 1976, Nacho Montero logra graduarse como especialista en finanzas; pero debido a que siempre tuvo un espíritu rebelde este decide romper su diploma delante de todos sus compañeros y profesores lo que hace que su papá se sienta muy enfadado y decida retirarle todo su apoyo. Tras esta decisión Nacho incursiona en el mundo del narcotráfico empezando a comercializar cigarrillos por las calles de Nueva York en compañía de sus dos grandes amigos y más adelante piensa en expandir su negocio con la venta de marihuana; pero mientras intentaba vender su nuevo producto en una de las discotecas más reconocidas de la ciudad este es detenido por las autoridades. Después de cumplir con sus horas de servicio comunitario Nacho conoce a un sujeto el cual le propone que hagan negocios y a cambio recibirá una buena suma de dinero y tras aceptar la oferta este decide viajar a Colombia. Donde conoce a Pablo Escobar e intenta convencerlo para que hagan negocios, pero este se niega. Tras no encontrar opciones Nacho decide robarle la mercancía a Pablo para poder distribuirla y luego pagársela por haberla robado. |                                  |                           |                      |
| 2 | «Nacho conoce a sus aliados»     | 31 de enero de 2019       | 0.96                 |
| Tras lograr robarle un importante cargamento de droga a Pablo Escobar, Nacho y sus amigos se dirigen a los Estados Unidos; pero en medio de su recorrido estos se dan cuenta de que la policía los esta persiguiendo y luego de una larga persecución son atrapados pero Ramiro logra salir bien librado del asunto. Por otra parte Escobar ordena a sus hombres encargarse de buscar al hermano de Ramiro ya que por nada del mundo le perdonara el haberlo robado. Ya en la cárcel, Ignacio recibe toda clase de maltratos por ser latino y hasta revive un episodio oscuro de su vida de niño pero por suerte conoce a un piloto de un avión que terminó en ese lugar por traficar mercancía colombiana al igual que él. |                                  |                           |                      |
| 3 | «Isabel se va con Nacho»         | 1 de febrero de 2019      | 0.94                 |
| Nacho logra cerrar un negocio con un contacto importante llamado Kyle y ahora debe conseguir una avioneta para que Mike transporte la mercancía además para su mala suerte ese mismo día conoce a una mujer mexicana que lo vuelve loco pero que resulta ser la mujer de su nuevo socio, sin embargo como suele ser costumbre esto no lo detiene para conseguir lo que desea aunque le traiga serios problemas. Por otro lado un agente de policía llamado Jorge es enviado a Canadá para ponerse en frente de la investigación para controlar el tráfico de marihuana. |                                  |                           |                      |
| 4 | «Nacho en el blanco con Kyle»    | 6 de febrero de 2019      | 0.81                 |
| Llevada por los celos Judy le cuenta a Kyle que su mujer se fue con Nacho y lo esta engañando así que al enterarse de esto Dave les dice que deben huir porque es seguro que vendrán para ajustar cuentas con ellos; pero mientras intentan escapar los hombres de Kyle llegan al lugar y Dave intenta hablar con ellos mientras sus amigos tratan de escapar. Después de pasar la noche al lado de Isabel, Nacho le propone que se escape con él y se olvide de todo lo que tenía que soportar al lado de su pareja. Por otro lado los dos agentes continúan su misión de dar con los cabecillas del negocio de la droga en Canadá y mientras interrogan a Aguascalientes estos se acercan poco a poco a su objetivo; aunque en medio de la investigación los agentes descubren que su superior quiere ganarse todo el crédito de la operación. |                                  |                           |                      |
| 5 | «El ascenso»                     | 7 de febrero de 2019      | 0.87                 |
| Tras lograr escapar de manos de Kyle, Nacho junto con Isabel y sus amigos viajan a Miami para comenzar una nueva vida; pero después de casarse este se dirige a una de las playas para vender la droga que le dio Escobar y en su intento de conseguir compradores Nacho junto con Deivid son fuertemente golpeados. Por otra parte, los detectives tratar negociar con el proveedor de drogas el nombre de la persona que lo contrató; aunque para su sorpresa se enteran de que una nueva droga llamada cocaína se está distribuyendo por todas las discotecas de la ciudad. Después de lo sucedido, Nacho junto con su amigo viajan hasta Medellín para contarle a Pablo qué fue lo que pasó con su mercancía ya que los dos están dispuestos a asumir la pérdida y reponer todo el dinero de la venta que se perdió. |                                  |                           |                      |
| 6 | «La pelea por la cocaína»        | 8 de febrero de 2019      | 0.88                 |
| Debido a que los Colombianos están haciendo de las suyas los Cubanos piensan en una manera para darles una fuerte lección y evitar que ellos tomen el control. En otro lugar Isabel descubre que su esposo esta participando de la matanza que ha habido en la ciudad y por eso piensa en que lo mejor es alejarse de él. Por otra parte, Nacho y Deivid se encargan de ultimar los detalles para comenzar a transportar la cocaína por aire demostrándole así a Escobar de que están hechos; pero después de verlos trabajar Rafa le cuenta a su patrón que Griselda Blanco se siente muy molesta de que nuevos proveedores se estén metiendo en su territorio. Mientras intentan entrar a la Florida Deivid se da cuenta de que las autoridades los descubrieron y por esto intenta negociar con ellos para evitar que los lleven a la cárcel. Griselda se reúne con Judy ya que quiere proponerle un nuevo negocio. |                                  |                           |                      |
| 7 | «La astucia»                     | 11 de febrero de 2019     | 0.81                 |
| 8 | «Socios desleales»               | 13 de febrero de 2019     | 0.75                 |
| 9 | «La visita relámpago»            | 14 de febrero de 2019     | 0.82                 |
| 10 | «La infidelidad a flor de piel»  | 15 de febrero de 2019     | 0.85                 |
| 11 | «La quieren muerta»              | 18 de febrero de 2019     | 0.83                 |
| 12 | «La rival»                       | 19 de febrero de 2019     | 0.87                 |
| 13 | «La trampa»                      | 20 de febrero de 2019     | 0.83                 |
| 14 | «La tortura»                     | 21 de febrero de 2019     | 0.75                 |
| 15 | «El sueño cumplido de Isabel»    | 22 de febrero de 2019     | 0.82                 |
| 16 | «Dueños de la noche»             | 25 de febrero de 2019     | 0.80                 |
| 17 | «La jugada maestra»              | 26 de febrero de 2019     | 0.91                 |
| 18 | «El ataque de celos»             | 27 de febrero de 2019     | 0.85                 |
| 19 | «La Madrina marca su territorio» | 28 de febrero de 2019     | 0.96                 |
| 20 | «Nacho es El Barón»              | 1 de marzo de 2019        | —                    |
| 21 | «Camino a la perdición»          | 4 de marzo de 2019        | —                    |
| 22 | «Unidos por la tragedia»         | 5 de marzo de 2019        | —                    |
| 23 | «La fuga»                        | 6 de marzo de 2019        | —                    |
| 24 | «Nacho pierde la cabeza»         | 7 de marzo de 2019        | —                    |
| 25 | «La venganza de Nacho»           | 8 de marzo de 2019        | —                    |
| 26 | «Nacho es un soplón»             | 11 de marzo de 2019       | —                    |
| 27 | «El Barón de la cocaína»         | 12 de marzo de 2019       | —                    |
| 28 | «Isabel paga las consecuencias»  | 13 de marzo de 2019       | —                    |
| 29 | «Más que el poder de la cocaína» | 14 de marzo de 2019       | —                    |
| 30 | «El diablo tienta a Nacho»       | 15 de marzo de 2019       | —                    |
| 31 | «Nacho saca ventaja»             | 18 de marzo de 2019       | —                    |
| 32 | «El secuestro»                   | 19 de marzo de 2019       | —                    |
| 33 | «El plan de Nacho»               | 20 de marzo de 2019       | —                    |
| 34 | «El canje»                       | 21 de marzo de 2019       | —                    |
| 35 | «El premio mayor»                | 22 de marzo de 2019       | —                    |